# Intel 8008
De Intel 8008 processor is een type processor van Intel, die diende als de opvolger van de 4004. Hij dateert uit 1972. Deze processor was de eerste 8-bit processor en bevatte al 2.500 transistors. De adresbus was 14-bits en kon daarmee 16 kB geheugen adresseren.
De processor was gemaakt voor de Datapoint 2200-computer, maar de productie duurde te lang en de prestaties vielen tegen. Omdat de constructie van hardware met een enkele processor eenvoudig was, werd hij veel in laboratoria gebruikt en bij het technisch onderwijs als studiemateriaal. De processor werd weinig in computers toegepast omdat de prestaties niet bijzonder waren en de processor relatief ingewikkelde elektronica nodig had. Beide bezwaren werden opgelost in de opvolger 8080.